# Hill Valley

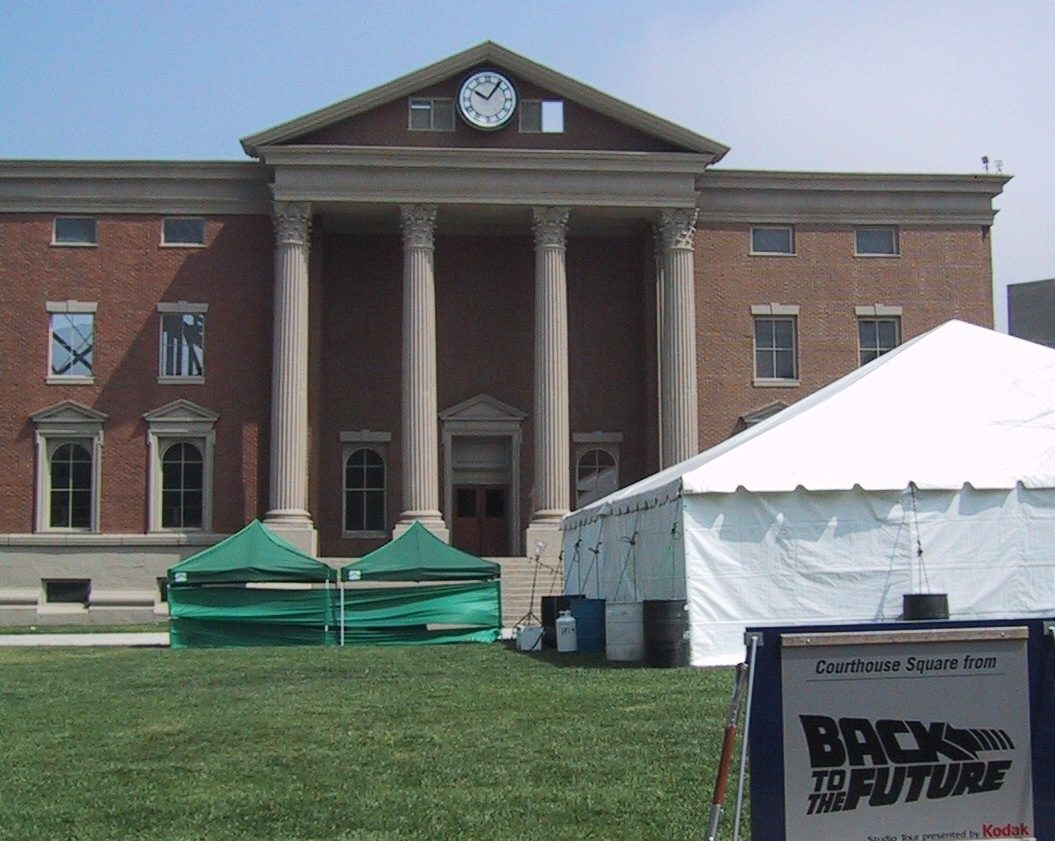
Radnice, nejstarší památka města (jedná se pouze o kulisu, která byla ve filmu použita)

Hill Valley je fiktivní město v USA ve státu Kalifornie. Nachází se ve filmové sérii Návrat do budoucnosti.

## Popis města
Město Hill Valley (překlad: kopcovité údolí), je absolutně normální město, které se ovšem v každém díle mění a zvětšuje se.

### 1885
V roce 1885 je město ještě malé, centrem města je náves, na které stojí bar, rozestavěná radnice a hodiny, které mají být do radnice uloženy. Veledůležitou budovou je také nádraží, kam jezdí jednou týdně vlaky.

### 1955
Město je již mnohem větší, v centru je park, za kterým stojí radnice. Ve městě je už i střední škola a nově postavená benzínová pumpa společnosti Texaco. Bar se proměnil v menší hospůdku, kam chodí mladí lidé. Za městem se právě staví čtvrť Lyon Estates, ve které později bydlí Martyho rodiče.

### 1985
Město je již obrovské, příkladem toho je, že čtvrť Lyon Estates leží na kraji města (při výstavbě byla 3 km od něj). Centrum tvoří pořád radnice s rozbitými hodinami (po zásahu bleskem v roce 1955). Ve městě pořád stojí bar a střední škola, rovněž vylepšená benzínová pumpa společnosti Texaco.
2015
Radnice slouží jako budova městského soudu. Z baru je Retro Café 80.

## Alternativa 1985
Objevuje se pouze ve filmu Návrat do budoucnosti 2. Město ovládl Biff, je rájem zlodějů a zkorumpovaných lidí. Ulice jsou zašpiněné, domy polorozpadlé. Ve městě stojí ropné věže, neexistuje benzínová pumpa, bar ani radnice, místo níž stojí kasíno Biff's, kolem nějž se všude válí bezdomovci a opilci.

### 2015
Uprostřed města stojí pořád rozbitá radnice, před níž je jezírko. Na náměstí je kino, benzínka a opravna létajících aut Texacoa Café 80. Čtvrť Lyon Estates je  už dávno zbourána, čtvrť Hill Dale, svého času moderní, je nyní považována za zastaralou.